# Заречная (Хакасия)
Заречная (хак. Заречнай) — деревня в Боградском районе в Хакасии.

## География
Населённый пункт расположен недалеко от села Первомайское.

### Внутреннее деление
Состоит из 2 улиц: Степная улица (на ней находятся 28 домов) и Центральная улица (на ней находятся 24 дома).

## Население
| 2002 | 2010 |
| ---- | ---- |
| 294  | ↘270 |